# Ernest G. Liebold
Ernest G. Liebold (Detroit, Míchigan, 16 de marzo de 1884 - Ibídem, 4 de marzo de 1956) fue un banquero estadounidense, más conocido por ser el representante comercial y secretario personal de Henry Ford. Un ferviente antijudío, participó activamente en la campaña antijudía llevada a cabo por el semanario del industrial, The Dearborn Independent, de 1920 a 1927. También fue investigado por el Departamento de Guerra de los Estados Unidos por ser un presunto espía alemán durante la Primera Guerra Mundial.

## Biografía
Ernest Gustav Liebold nació en Detroit, Míchigan, el 16 de marzo de 1884; sus padres eran inmigrantes alemanes luteranos. Creció en la comunidad alemana de Detroit, en un momento en que era "la fuente principal del antisemitismo de la ciudad". Liebold asistió a la Eastern High School de Detroit y se graduó de Gutchess Metropolitan Business College, y posteriormente trabajó en varios puestos temporales como taquígrafo y contador antes de ser empleado del Peninsula Savings Bank en Highland Park, Míchigan. Allí, Liebold se estableció rápidamente, pasando de mensajero a oficial bancario. Su fuerte perspicacia financiera atrajo el interés de James Couzens, vicepresidente y gerente general de la Ford Motor Company, quien le pidió que organizara el recién establecido Banco Estatal de Highland Park; Liebold comenzó a trabajar allí como cajero en 1909, y luego fue nombrado presidente del banco. Se casó con Clara Alicia Reich el 17 de marzo de 1910.
En 1910, después de renunciar al Banco Estatal de Highland Park, Henry Ford contrató a Liebold como su secretario personal. Ford "confiaba mucho en el juicio de Ernest Liebold" y lo consideraba "la mejor mente financiera del país". El 13 de julio de 1918, el industrial le otorgó a Liebold un poder notarial para él y su esposa, Clara, por lo tanto, le otorgó la autoridad "para manejar todas sus transacciones financieras personales, correspondencia y contratos." La oficina de Liebold estaba en la Ford Motor Company, pero Henry Ford le pagó directamente. Su importancia aumentó gradualmente en los años siguientes, y Liebold finalmente llegó a administrar "casi todos los negocios de Ford fuera de Ford Motor Company".
La autoridad de Liebold comenzó a desvanecerse alrededor de 1933, cuando otras figuras, incluidos Harry Bennett y Frank Campsall, ganaron protagonismo a los ojos de Henry Ford: Bennett se convirtió en asesor de Ford, y Campsall reemplazó a Liebold como su secretario personal. Privado de gran parte de su poder, Liebold continuó trabajando para Ford durante once años más, antes de retirarse finalmente en 1944.
En enero de 1953 fue entrevistado por Owen W. Bombard sobre su vida y carrera; La entrevista, parte del programa de historia oral de Ford Motor Company, fue transcrita y reunida en diez volúmenes. Liebold murió en Grosse Pointe Woods, Míchigan, el 4 de marzo de 1956, a la edad de 71 años.

## Antisemitismo

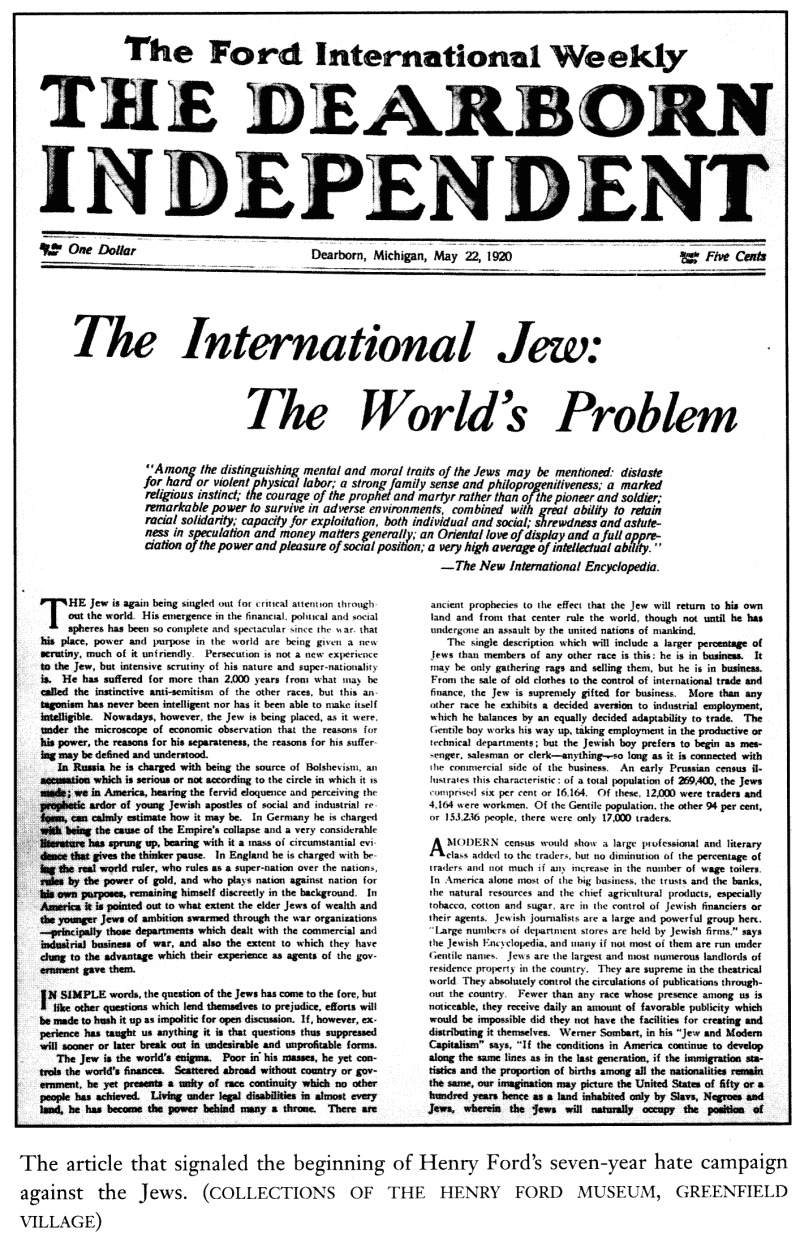
Primera página de la edición del 22 de mayo de 1920 de The Dearborn Independent.

En 1918, Liebold compró en nombre de Ford The Dearborn Independent, un periódico de una pequeña ciudad propiedad de Marcus Woodruff; La intención de Ford era publicar una revista semanal en la que expresar sus propios puntos de vista sobre política, economía y sociedad. Edwin G. Pipp, exeditor de The Detroit News y amigo de Ford, convirtió en editor del periódico, y Fred L. Black fue nombrado gerente comercial; Liebold fue nominado gerente general y, junto con el periodista William J. Cameron, seleccionó la "Página del Sr. Ford", un artículo semanal dedicado a los pensamientos de Ford. El 31 de marzo de 1920, Pipp renunció como editor, en protesta por la línea editorial cada vez más antisemita del periódico: comenzando en los primeros meses de 1919, The Independent había comenzado a publicar artículos condenando la influencia nociva de los judíos, principalmente por iniciativa de Liebold.
Según varios empleados independientes, incluidos Pipp y Black, Liebold manipuló a Henry Ford y fomentó su odio hacia los judíos: Pipp declaró que "la puerta a la mente de Ford siempre estaba abierta a cualquier cosa que Liebold quisiera empujar, y durante ese tiempo el Sr. Ford desarrolló una aversión por los judíos, una aversión que parecía volverse más fuerte y más amarga a medida que pasaba el tiempo... De un modo u otro, el sentimiento rezumaba en su sistema hasta que se convirtió en parte de su ser vivo". Fred Black afirmó: "Si tuviera que culpar a alguien [por el antisemitismo de Ford] a alguien, se lo atribuiría a Liebold". A pesar de que el odio de Ford hacía los judíos se basaba por una "avariencia y monopolización" judía de las industrias financieras. 
The Independent contribuyó a la difusión de Los protocolos de los sabios de Sión, una supuesta falsificación rusa que describe un plan judío para la dominación mundial. El texto fue traído supuestamente a los Estados Unidos por un oficial del ejército ruso en 1917, y traducido al inglés por Natalie de Bogory (asistente personal de Harris A. Houghton, un oficial del Departamento de Guerra) en junio de 1918; Boris Brasol, un expatriado ruso, pronto lo circuló en círculos del gobierno estadounidense, específicamente diplomáticos y militares, en forma mecanografiada. Liebold luego entró en contacto con Brasol, que le dio una copia de la traducción al inglés de los Protocolos; Liebold se lo entregó de inmediato a William Cameron, nombrado editor de The Independent después de la renuncia de Pipp, y la supuesta falsificación se publicó en forma de serie a partir del 26 de junio de 1920.
Liebold también tenía simpatías nacionalsocialistas; en septiembre de 1938, solo dos meses después de que Ford recibiera la Gran Cruz del Águila Alemana, le fue otorgada la Orden del Águila Alemana, de 1.ª clase, el segundo honor diplomático más alto del Tercer Reich.

## Espionaje
Documentos recientemente desclasificados de los Archivos Nacionales de los EE. UU., Citados por Max Wallace en su libro The American Axis, muestran que Liebold fue investigado por la División de Inteligencia Militar del Departamento de Guerra de los Estados Unidos en 1918 por ser un sospechoso de espionaje alemán, siguiendo un consejo de un informante . En una carta del 10 de diciembre de 1917, el informante informó que Liebold había sido atrapado recientemente en su oficina mostrando los planos del Liberty L-12 (un motor de avión fabricado por la Ford Motor Company para el Ejército de los EE. UU.) A un periodista del New Yorker Staats-Zeitung; En la misma carta, el informante escribe que fue el propio Liebold quien coordinó la campaña pacifista de 1915 de Henry Ford, que culminó con la ruinosa expedición del Barco de la Paz. El sondeo, suspendido en octubre de 1918, finalmente no reveló nada. Una investigación posterior llevada a cabo por John Bugas mostró que Liebold "tenía estrechos vínculos" con uno de los miembros del Duquesne Spy Ring, la red de espías nacionalsocialistas desmantelada en 1941; sin embargo, Burgas "finalmente encontró que Liebold era inocente".
La supuesta actividad de espionaje de Liebold ha sido objeto de debate entre los académicos: Wallace, por ejemplo, respalda la hipótesis de que en realidad era un espía, mientras que otros historiadores, incluidos Scott Nehmer y Victoria Saker Woeste, expresaron perplejidad.